# Wewnętrzny wróg (serial telewizyjny)
Wewnętrzny wróg (The Enemy Within) – amerykański serial telewizyjny (dramat szpiegowski) wyprodukowany przez  82nd West oraz Universal Television, którego twórcą jest Ken Woodruff. Serial był emitowany od 25 lutego 2019 roku do 20 maja 2019 roku przez NBC.
Pod koniec maja 2019 roku, stacja NBC anulowała serial po jednym sezonie.
Serial opowiada o Erice Shepherd, byłej agentce CIA, która odbywa karę dożywocia za zdradę kraju. Wszystko się zmienia kiedy jej pomocy potrzebuje Will Keaton, agent FBI, który szuka niebezpiecznego i nieuchwytnego terrorysty, dobrze znanego agentce Shepard.

## Obsada

### Główna
- Jennifer Carpenter jako Erica J. Shepherd[2]
- Morris Chestnut jako Will Keaton[2]
- Raza Jaffrey jako Daniel Zain[3]
- Kelli Garner jako Kate Ryan[4]
- Cassandra Freeman jako Jaqueline Pettigrew[5]
- Noah Mills jako Jason Bragg[6]

### Drugoplanowe
- Alex Feldman jako Mikhail Vassily Tal
- John Finn jako Richard Bregman
- Florencia Lozano jako Elizabeth Cordova
- Coral Peña jako Anna Cruz[7]
- Paweł Szajda jako Victor Nemec
- James Carpinello jako Anthony Cabrera[8]
- Sophia Gennusa jako Hannah Shepherd
- Robert Gossett jako Thomas Heffron[9]
- Noah Bean jako Christopher Shepherd

## Odcinki
| Nr | Tytuł                 | Reżyseria       | Scenariusz                       | Premiera w NBC   |
| -- | --------------------- | --------------- | -------------------------------- | ---------------- |
| 1  | Pilot                 | Mark Pellington | Ken Woodruff                     | 25 lutego 2019   |
| 2  | Black Bear            | Charles Beeson  | Ken Woodruff                     | 4 marca 2019     |
| 3  | The Ambassador's Wife | Richard Lewis   | David Appelbaum                  | 11 marca 2019    |
| 4  | Confessions           | David Boyd      | Jason Wilborn                    | 18 marca 2019    |
| 5  | Havana                | Martha Mitchell | Andi Bushell                     | 25 marca 2019    |
| 6  | Eye of Horus          | Ben Bray        | Tony Camerino                    | 1 kwietnia 2019  |
| 7  | Decoded               | Melanie Mayron  | Matt Corman, Chris Ord           | 8 kwietnia 2019  |
| 8  | An Offer              | Jono Oliver     | Ken Woodruff                     | 15 kwietnia 2019 |
| 9  | Homecoming            | Lily Mariye     | David Appelbaum, Erin Donovan    | 22 kwietnia 2019 |
| 10 | Chigorin              | David Tuttman   | Andi Bushell, Aireka Muse        | 29 kwietnia 2019 |
| 11 | The Embassy           | Marisol Adler   | Mellori Velasquez, Jason Wilborn | 6 maja 2019      |
| 12 | Sequestered           | Andrew McCarthy | Matt Corman, Chris Ord           | 13 maja 2019     |
| 13 | Sierra Maestra        | Steve Shill     | Ken Woodruff                     | 20 maja 2019     |

## Produkcja
W lutym 2018 roku ogłoszono, że główne role zagrają: Raza Jaffrey, Jennifer Carpenter oraz Morris Chestnut.
W kolejnym miesiącu poinformowano, że Cassandra Freeman i Kelli Garner dołączyli do dramatu.
7 maja 2018 roku stacja NBC ogłosiła  zamówienie pierwszego sezonu dramatu, który zadebiutuje w sezonie telewizyjnym 2018/2019.
Pod koniec czerwca 2018 roku, poinformowano, że Noah Mills otrzymał rolę powracającą jako Jason Bragg.
W październiku 2018 roku obsada serialu powiększyła się o Jamesa Carpinello.
W grudniu 2018 roku poinformowano, że  Coral Peña oraz Robert Gossett zagrają w dramacie. Pod koniec maja 2019 stacja NBC ogłosiła, że kasuje serial i drugi sezon nie powstanie.